# МКС-48
МКС-48 — сорок восьмий довготривалий екіпаж Міжнародної космічної станції. Його робота розпочалася 18 червня 2016 року з моменту відстиковки від станції корабля Союз TMA-19M, на якому повернулися троє членів експедиції-46/47. Експедиція-48 завершилася 7 вересня 2016 року з моменту відстиковки корабля Союз ТМА-20М від МКС. Члени екіпажу «Союз МС-01» продовжать роботу на борту МКС у складі експедиції-49.

## Екіпаж
Протягом 18 червня — 9 липня 2016 у складі експедиції троє космонавтів, з 9 липня до 7 вересня 2016 — шестеро.
Джеффрі Вільямс, Олексій Овчінін та Олег Скрипочка прибули до МКС на кораблі «Союз ТМА-20М» 18 березня 2016 року та брали участь у роботі експедиції-47. Інші троє учасників експедиції-48 прибули до МКС кораблем «Союз МС-01» 9 липня 2016 року та згодом продовжили роботу на МКС у складі 49-ї експедиції.
| Посада                              | Прізвище, ім'я (кількість космічних польотів), організація, країна | Старт                     | Прибуття до МКС           | Відліт із МКС             | Приземлення               |
| ----------------------------------- | ------------------------------------------------------------------ | ------------------------- | ------------------------- | ------------------------- | ------------------------- |
| Бортінженер МКС-47, командир МКС-48 | Джеффрі Вільямс (4), НАСА, (США)                                   | 18.03.2016 «Союз ТМА-20М» | 19.03.2016 «Союз ТМА-20М» | 06.09.2016 «Союз ТМА-20М» | 07.09.2016 «Союз ТМА-20М» |
| Бортінженер МКС-47/48               | Олексій Овчінін (1), ФКА, (Росія)                                  | 18.03.2016 «Союз ТМА-20М» | 19.03.2016 «Союз ТМА-20М» | 06.09.2016 «Союз ТМА-20М» | 07.09.2016 «Союз ТМА-20М» |
| Бортінженер МКС-47/48               | Олег Скрипочка (2), ФКА, (Росія)                                   | 18.03.2016 «Союз ТМА-20М» | 19.03.2016 «Союз ТМА-20М» | 06.09.2016 «Союз ТМА-20М» | 07.09.2016 «Союз ТМА-20М» |
| Бортінженер МКС-48, командир МКС-49 | Анатолій Іванишин (2), ФКА, (Росія)                                | 07.07.2016 «Союз МС-01»   | 09.07.2016 «Союз МС-01»   | 30.10.2016 «Союз МС-01»   | 30.10.2016 «Союз МС-01»   |
| Бортінженер МКС-48/49               | Кетлін Рубенс (1), НАСА, (США)                                     | 07.07.2016 «Союз МС-01»   | 09.07.2016 «Союз МС-01»   | 30.10.2016 «Союз МС-01»   | 30.10.2016 «Союз МС-01»   |
| Бортінженер МКС-48/49               | Такуя Онісі (1), JAXA, (Японія)                                    | 07.07.2016 «Союз МС-01»   | 09.07.2016 «Союз МС-01»   | 30.10.2016 «Союз МС-01»   | 30.10.2016 «Союз МС-01»   |

## Етапи місії

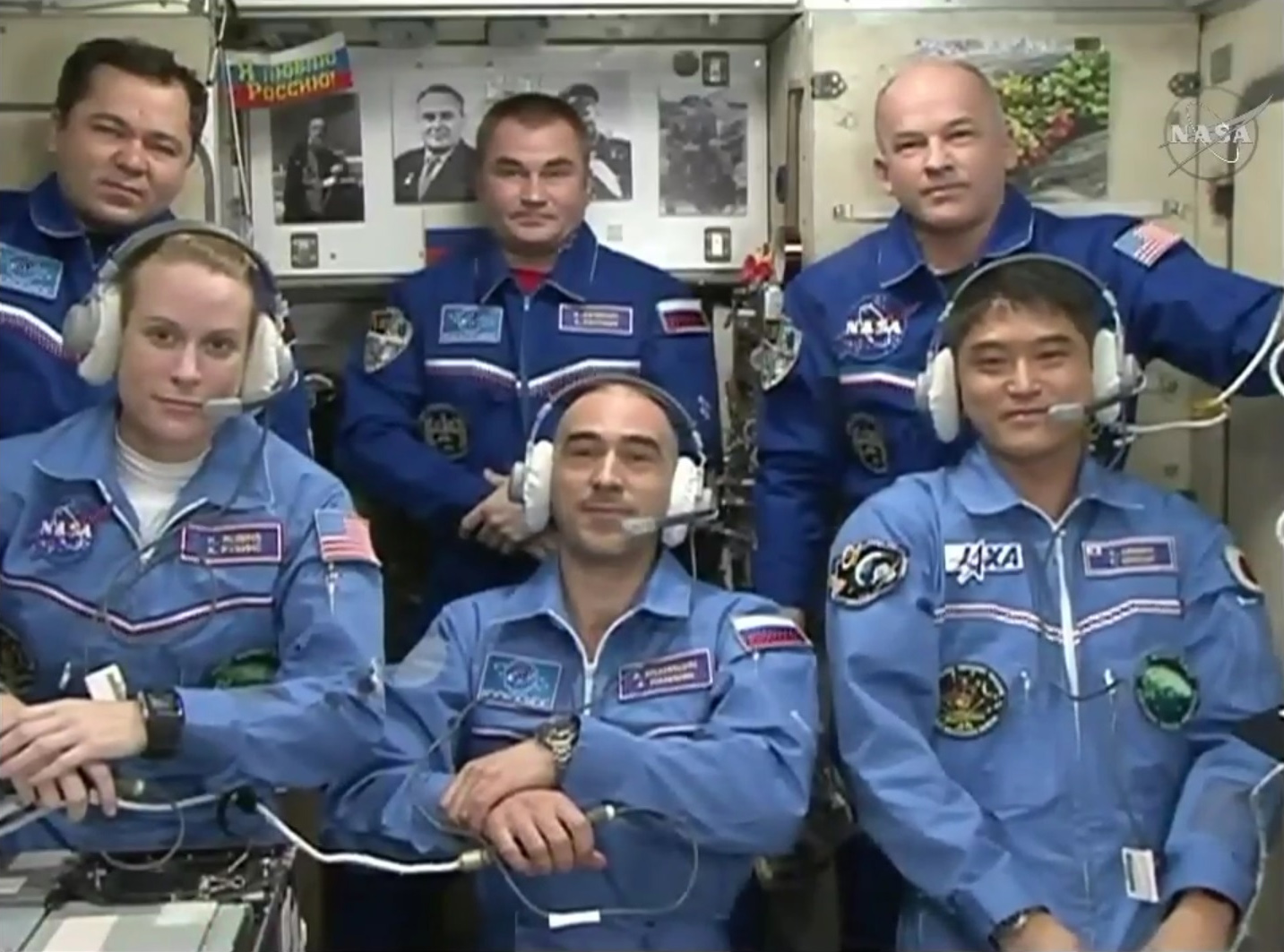
Екіпаж експедиції на борту МКС, 09.07.2016

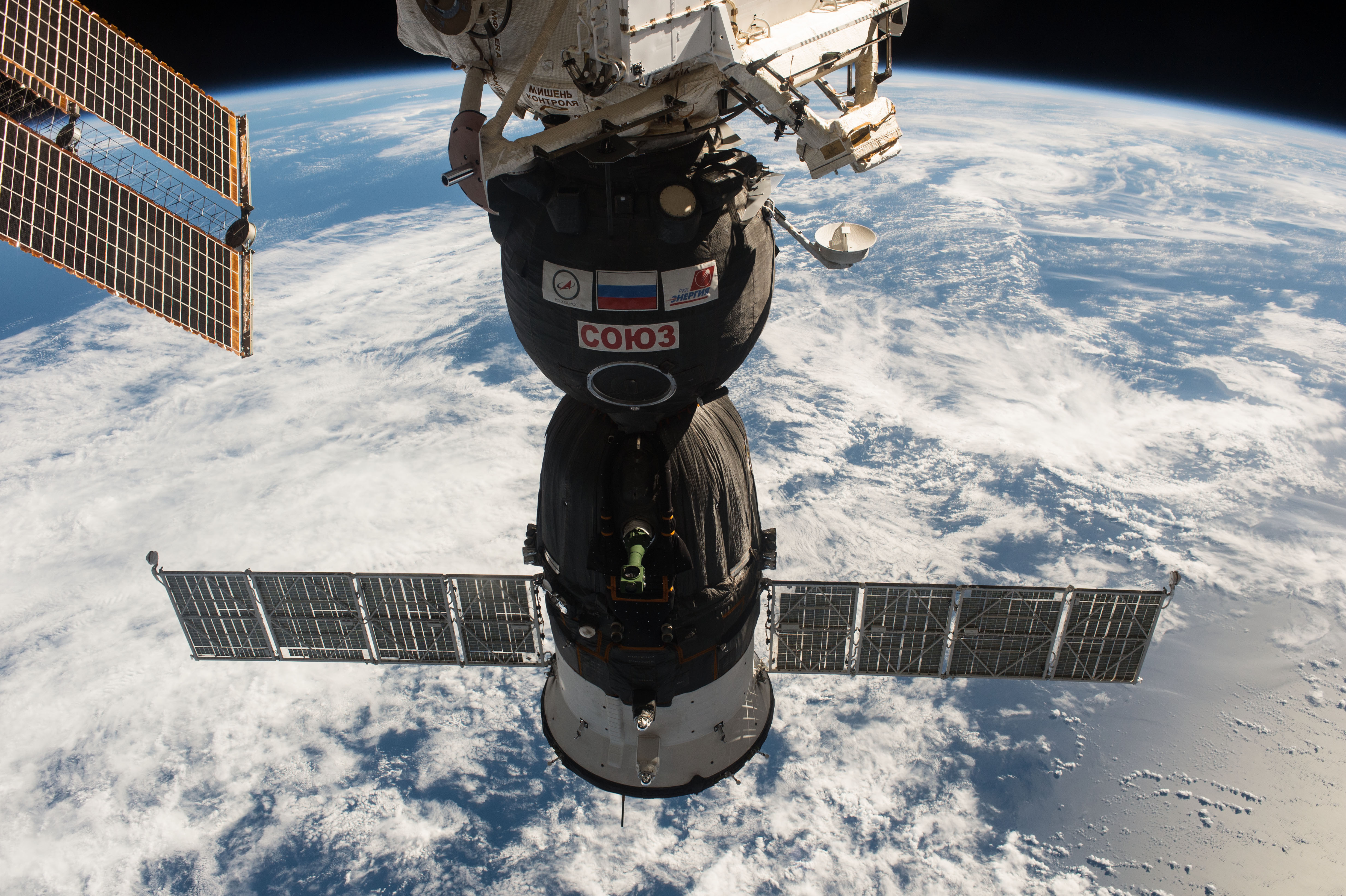
«Союз МС-01» пристикований до МКС, 10.07.2016

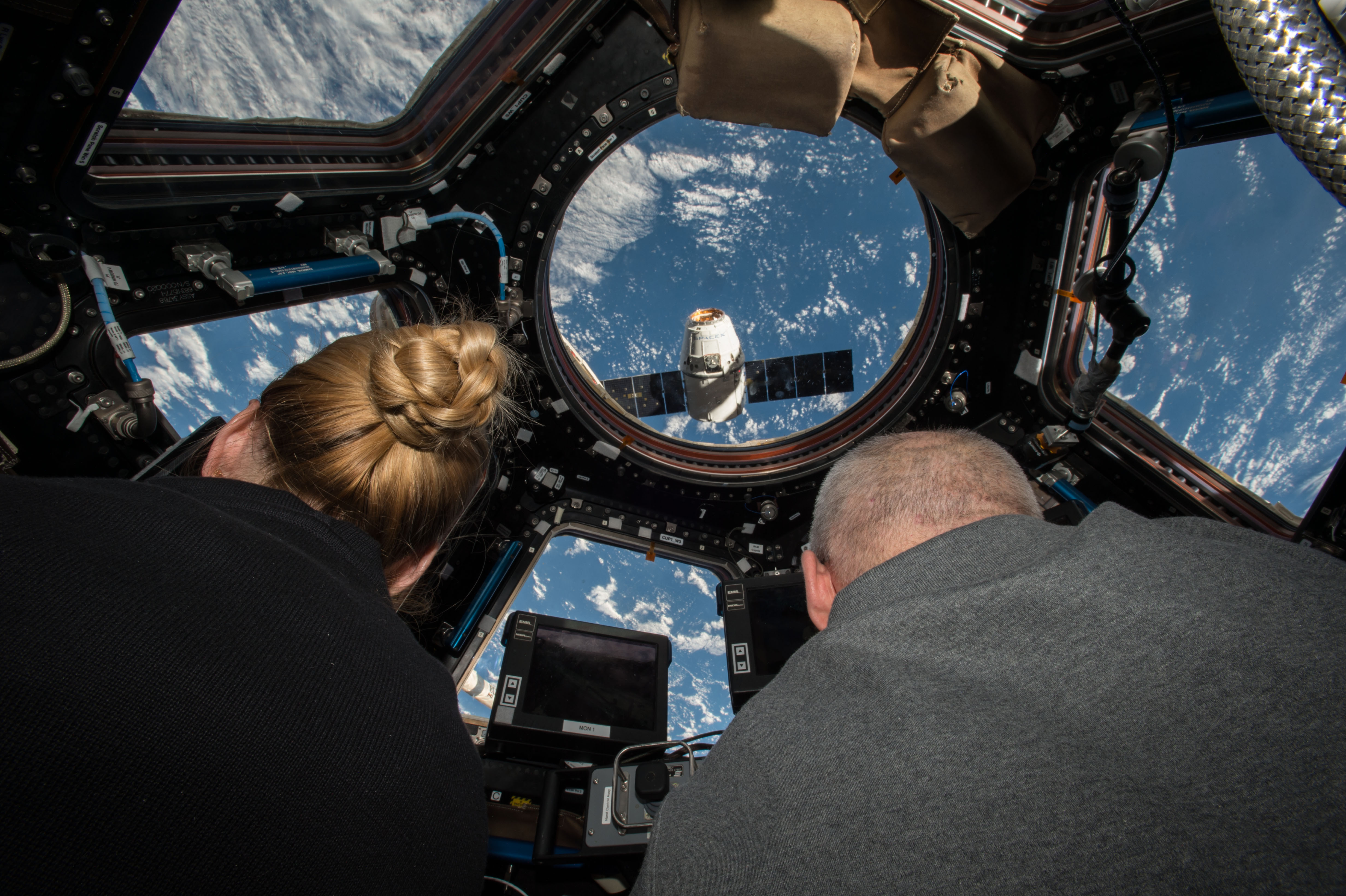
К. Рубенс і Дж. Вільямс спостерігаються за процесом стикування корабля «SpaceX CRS-9» через купол, 20.07.2016

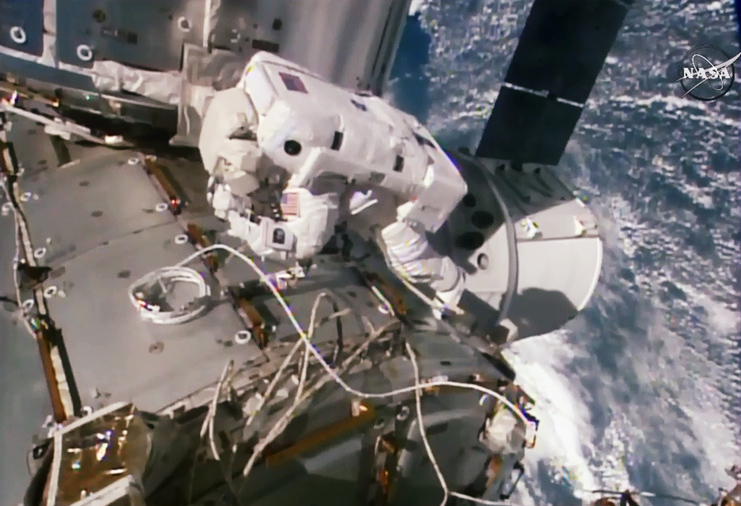
К. Рубенс під час виходу у відкритий космос, 19.08.2016

18 червня 2016 року о 5:52 (UTC) корабель «Союз ТМА-19М» відстикувався від МКС. З цього моменту на кораблі тимчасово залишилося троє космонавтів та розпочалася робота 48-ї експедиції.
3 липня о 3:48 (UTC) відповідно до плану польоту транспортний вантажний корабель «Прогресс МС» відстикувався від МКС та за декілька годин згорів у атмосфері. «Прогрес M-03M» перебував на МКС з 23 грудня 2015 року.
9 липня до МКС успішно пристикувався корабель «Союз МС-01» з трьома космонавтами на борту — Анатолієм Іванишиним, Кетлін Рубенс та Такуя Онісі. «Союз МС-01» стартував з космодрому Байконур 7 липня 2016 року о 1:36 (UTC). Зближення відбувалося в автоматичному режимі. О 4:06 (UTC) здійснено механічне захоплення корабля, після чого його було приєднано до модуля Рассвєт. О 6:25 (UTC) космонавти перейшли на борт МКС.
19 липня в 0:20 (UTC) вантажний корабель «Прогрес МС» в автоматичному режимі пристикувався до модуля «Пірс» МКС. «Прогрес МС-03» стартував 17 липня з космодрому «Байконур» та доставив на МКС понад 2 тони корисного навантаження, у тому числі паливо, повітря, продукти харчування, обладнання для підтримання станції в робочому режимі і посилки для членів екіпажу.
20 липня до МКС пристикувався вантажний корабель Dragon SpaceX CRS-9. О 13:56 (UTC) під керівництвом Дж. Вільямса і К. Рубенс корабель було захоплено маніпулятором Канадарм2. Після цього Dragon було переміщено до стикувального модуля Гармоні, через який його остаточно було пристиковано до МКС о 14:03 (UTC). Dragon стартував з космодрому на мисі Канаверал 18 липня та доставив до МКС 2257 кг корисного навантаження.
19 серпня американські астронавти Дж. Вільямс і К. Рубенс здійснили вихід у відкритий космос. Вони встановили новий багатофункціональний стикувальний шлюз, призначений для стикування космічних кораблів Boeing і SpaceX, а також провели підготовчу роботу для встановлення другого такого шлюзу. Стикувальний шлюз було доставлено до МКС 20 липня кораблем Dragon. Робота за робтом МКС тривала майже 5 годин — з 12:04 до 16:57 (UTC); для Дж. Вільямс це був четвертий вихід у відкритий космос, для К. Рубенс — перший.
24 серпня за допомогою корабля «Прогрес МС-02» було здійснено планову корекцію орбіти МКС. Для цього двигуни «Прогресу» було увімкнено на 728 сек, за рахунок чого висота польоту станції збільшилася на 2,3 км і склала 404 км. Корекція була потрібна для майбутнього стикування з кораблем Союз МС-02.
26 серпня о 10:10 (UTC) вантажний корабель «SpaceX CRS-9», що пробув на станції більше місяця, від'єднався від МКС для повернення на Землю. За декілька годин він успішно приводнився у Тихому океані, доставивши на Землю понад 1 тону вантажів для НАСА. Серед вантажу — наукові і технологічні зразки.
1 вересня американські астронавти Дж. Вільямс і К. Рубенс здійснили другий запланований вихід у відкритий космос для технічного обслуговування станції та установки камери. Роботи за бортом тривали протягом 6 год. 48 хв. — з 11:53 до 6:41 (UTC).
6 вересня 2016 о 21:51 (UTC) космічний корабель «Союз ТМА-20М» з трьома космонавтами на борту (Дж. Вільямс, О. Овчінін та О. Скрипочка) відстикувався від МКС та 7 вересня о 01:14 (UTC) приземлився на території Казахстану на південний схід від м. Жезказган. .